# Zlaté Moravce
Zlaté Moravce (niem. Goldmorawitz, węg. Aranyosmarót) – miasto na Słowacji w kraju nitrzańskim, siedziba powiatu Zlaté Moravce nad rzeką Žitava. Znajduje się 28 kilometrów na wschód od Nitry.
Pierwsze wzmianki o mieście można znaleźć w 1113 roku, a akt nadania praw miejskich został nadany w 1292 roku.

## Demografia
31 grudnia 2016 miasto zamieszkiwało 11 656 osób, z czego 51,7% to kobiety, a 48,3% mężczyźni.

## Gospodarka
Miasto jest ośrodkiem przemysłu mechanicznego oraz rolnictwa.

## Zabytki
W mieście znajduje się szereg obiektów o zabytkowym charakterze, m.in.:
- Kościół p.w. św. Michała Archanioła, barokowo-klasycystyczny z 1785 roku;
- Kasztel rodziny Migazzi, obecnie muzeum (Ponitrianské múzeum – stála expozícia Zlaté Moravce);
- Mauzoleum rodziny Migazzi, neoromańskie z 1887 r., otoczone parkiem;
- Dawny Župný dom, z II połowy XVI w., przebudowany w stylu barokowym w XVIII w.;
- Dom Janka Kráľa z II ćwierci XIX w.

## Sport
W mieście siedzibę mają dwa kluby:
- FC Zlaté Moravce – piłka nożna
- HC Zlaté Moravce – hokej na lodzie